# Sakrament pokuty i pojednania

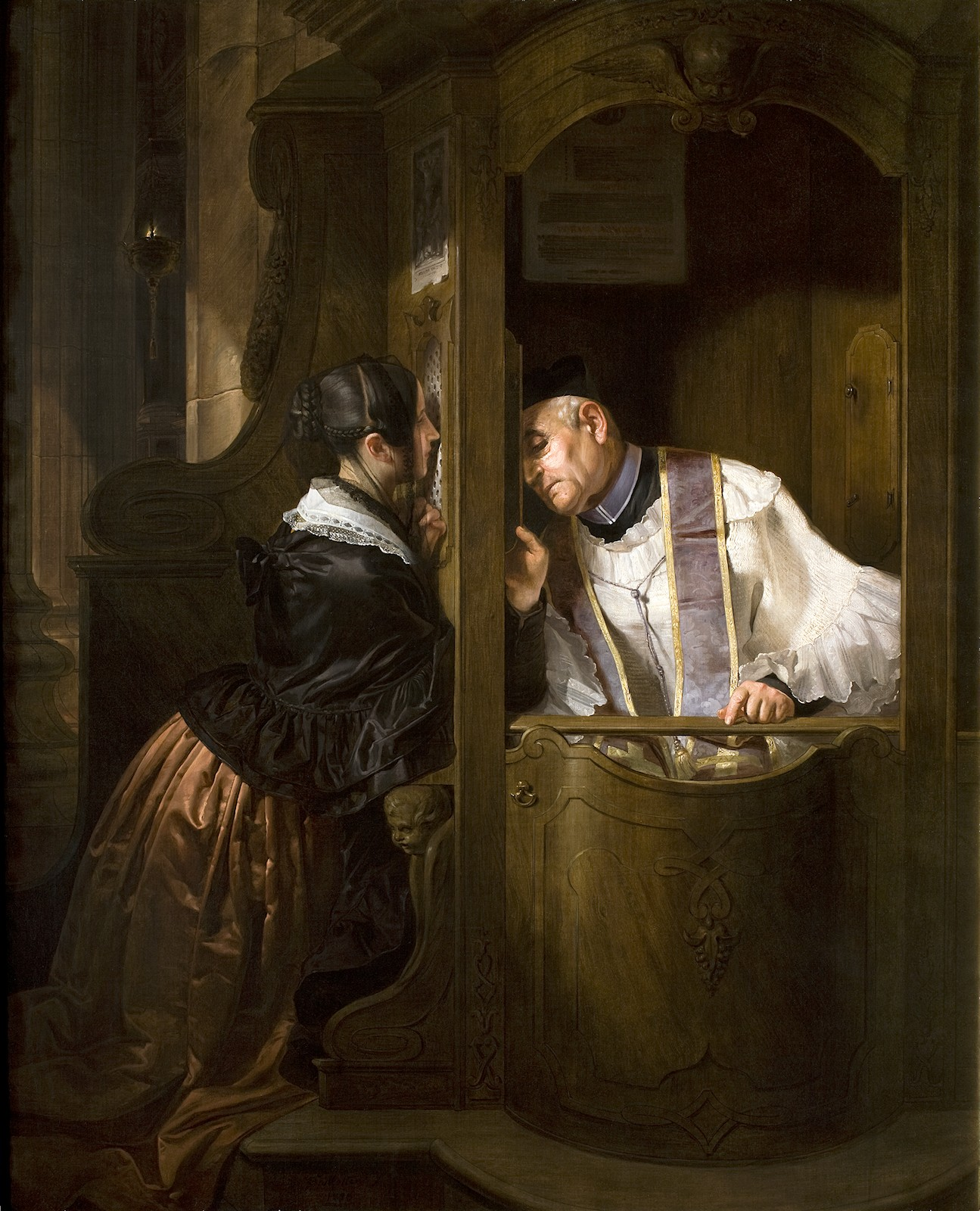
Giuseppe Molteni Spowiedź, 1838

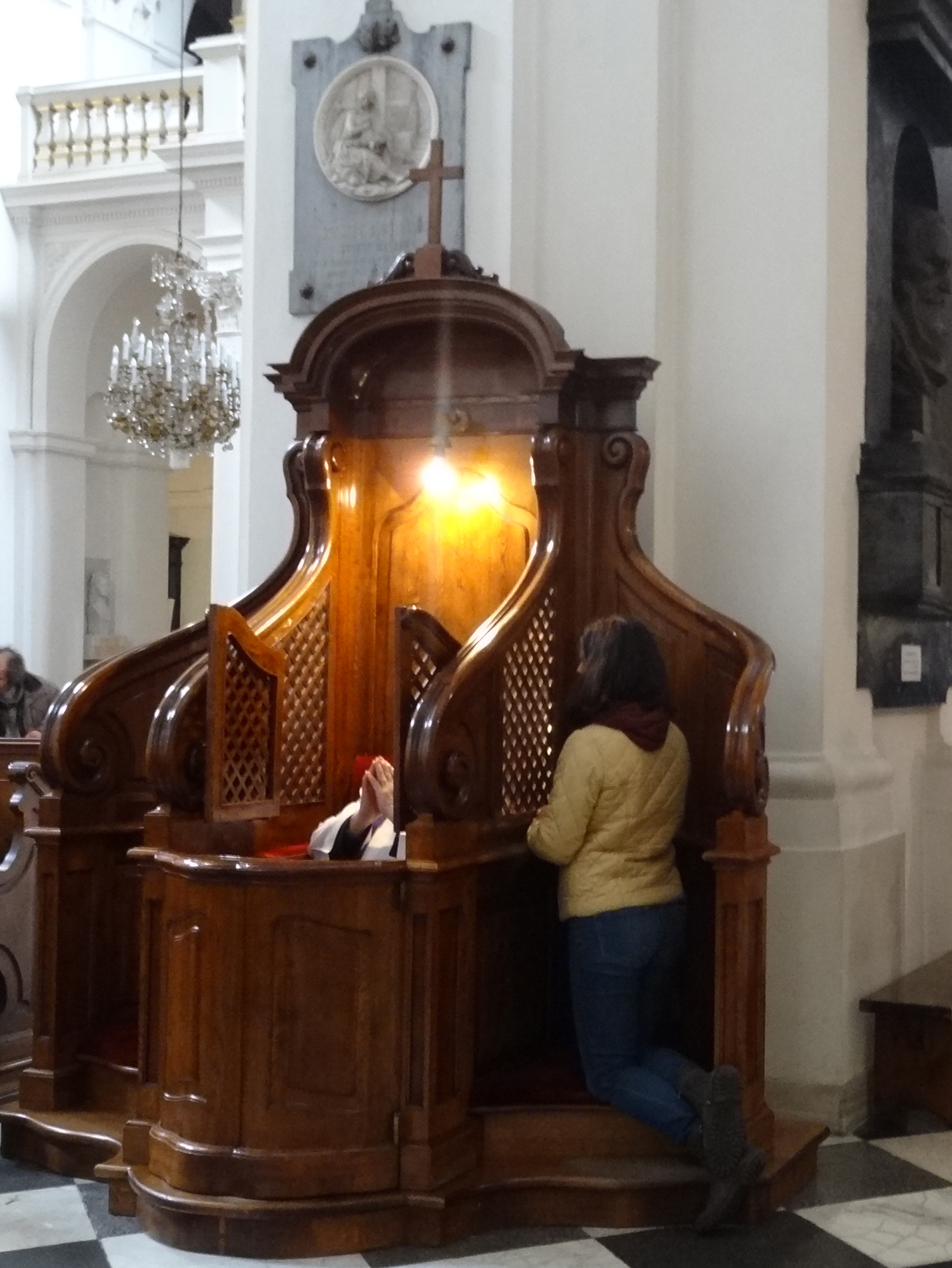
Spowiedź w bazylice św. Krzyża w Warszawie w Wielkanoc 2023 r. - fot. Ivonna Nowicka

Sakrament pokuty i pojednania – chrześcijański obrzęd oczyszczenia z grzechów. 
Jest uznawany za drugi, po chrzcie, „sakramentalny znak, który ukazuje i zarazem urzeczywistnia pokutę i pojednanie”. W obrzędzie tym wierni indywidualnie odsłaniają spowiednikowi swoje grzechy i swój stan człowieka poddanego grzechowi. Postanawiają wyrzec się grzechu i z nim walczyć. Przyjmują nałożoną karę, czyli pokutę sakramentalną i otrzymują rozgrzeszenie. Jest jednym z sakramentów w katolicyzmie oraz w prawosławiu. W Kościele katolickim współcześnie zalicza się go, obok namaszczenia chorych, do sakramentów uzdrowienia (KKK 1420-1532).

## Źródła biblijne
Ewangelie mówią o tym, że Jezus Chrystus przekazał władzę odpuszczania grzechów Kościołowi w osobie Piotra. Mówi o tym Ewangelia Mateusza 16,17-19 oraz 18,15-18, a także Ewangelia Jana 20,19-23. Na ręce Piotra Apostoła wspólnota Kościoła otrzymała misję pojednania, władzę „związywania” i „rozwiązywania”. Władzę tę otrzymali także inni Apostołowie. Przekaz Ewangelii mówi, że gwarantem odpuszczenia grzechów jest sam Jezus obecny w Kościele: „Bo gdzie są dwaj albo trzej zebrani w imię moje, tam jestem pośród nich” (Mt 18,20). W Izraelu było oczywistym, że tylko Bóg może odpuszczać grzechy. Jezus nauczał, że ma tę boską władzę. Mówił o tym przy uzdrowieniu paralityka. Paraliż był dla Jezusa obrazem obezwładnienia przez grzech:

Czemu On tak mówi? [On] bluźni. Któż może odpuszczać grzechy, prócz jednego Boga? Jezus poznał zaraz w swym duchu, że tak myślą, i rzekł do nich: Czemu myśli te nurtują w waszych sercach? Cóż jest łatwiej: powiedzieć paralitykowi: «Odpuszczone są twoje grzechy», czy też powiedzieć: «Wstań, weź swoje nosze i chodź?» Otóż, żebyście wiedzieli, iż Syn Człowieczy ma na ziemi władzę odpuszczania grzechów – rzekł do paralityka: Mówię ci: Wstań, weź swoje nosze i idź do swego domu! On wstał, wziął zaraz swoje nosze i wyszedł na oczach wszystkich. Zdumieli się wszyscy i wielbili Boga, mówiąc: Nigdy jeszcze nie widzieliśmy czegoś podobnego (Mk 2,7-13).

Gwarantem odpuszczenia grzechów przez Kościół w imię Jezusa jest także jego dar Ducha Świętego: „Weźmijcie Ducha Świętego” (J 20,22) .
Również Ewangelia o oczyszczeniu trędowatych jest przytaczana w kontekście sakramentu pokuty. Trąd już w Starym Testamencie był symbolem grzechu. Chorzy na tę chorobę mieli się pokazać kapłanom, którzy mieli orzec czy rzeczywiście doszło do uzdrowienia (por. Kpł 14,2). Ewangelia figuratywnie mówi o funkcji kapłanów Kościoła Nowego Testamentu w stosunku do grzechów :

/Trędowaci/ głośno zawołali: Jezusie, Mistrzu, ulituj się nad nami! Na ten widok rzekł do nich: Idźcie, pokażcie się kapłanom! A gdy szli, zostali oczyszczeni (Łk 17,13-14).

## Historia
Historyczne sakramentarze, dokumenty Soborów i Synodów biskupich, nauczanie Ojców i Doktorów Kościoła świadczą o tym, że praktykowanie sakramentu pokuty i pojednania przeszło długi proces rozwojowy. Zarówno co do formy, jak i tego, jak był sprawowany. Według Karla Rahnera instytucja spowiedzi, zachowując substancję przeszła tak głęboko sięgające przemiany, że dla wielu dogmatyków – gdyby znali te fakty – byłyby dla nich niemożliwe do uznania . Według Cyrille'a Vogela, formy pokuty zmieniały się tak bardzo, np. między pokutą taryfową a współczesną spowiedzią, że jest ryzyko zbyt wielkich uproszczeń. „Zbyt wiele rozbieżności dzieli te dwa systemy, aby można było je wzajemnie asymilować, chyba że zastosuje się zbytnie uproszczenia”.
Jacek Salij zwrócił uwagę, że są teksty Ojców Kościoła, które świadczą, że oprócz antycznej dyscypliny pokutnej (pokuty publicznej) istniał zwyczaj spowiedzi indywidualnej od najdawniejszych czasów. Wymienił m.in. list św. Leona Wielkiego (ok. 390-461) do biskupów Kampanii. Przytaczał też świadectwo Hieronima (ok. 331-420) oraz Orygenesa (ok. 185-254) . 
Jan Paweł II, w adhortacji Reconciliatio et paenitentia podkreślał ciągłość tego, co istotne w sakramentalnej pokucie: 

Natomiast co do istoty tego Sakramentu, istniała zawsze w świadomości Kościoła mocna i niezmienna pewność, że z woli Chrystusa przebaczenie dawane jest każdemu poprzez sakramentalne rozgrzeszenie, którego udzielają szafarze Sakramentu Pokuty. (...) od najdawniejszych czasów chrześcijańskich, w łączności z Apostołami i Chrystusem, Kościół wprowadził do sakramentalnego znaku Pokuty oskarżenie się z grzechów. Jest ono tak ważne, że od wieków aż po dzień dzisiejszy zwykło się nazywać ten Sakrament spowiedzią (RP 31).

Historia sakramentu pokuty dzielona jest na trzy okresy:
- okres pokuty starożytnej (do VI-VII w.)
- okres tzw. taryf pokutnych (do XII-XIII w.)
- praktyka współczesna „spowiedzi” (od XIII w.)[12].

### Okres pokuty starożytnej

#### Początki do drugiej poł. II w.
Praktycznie wszyscy wcześni pisarze tego okresu, jak Didache, Pasterz Hermasa, Listy Ignacego z Antiochii i in. wyrażają przekonanie, że grzechy ciężkie nie są rzadkie wśród chrześcijan. Cyrille Vogel podaje spis dwunastu grzechów zaczerpnięty z pism nowotestamentalnych i ojców apostolskich:
1. Nieczystość: cudzołóstwo, nierząd, pederastia, pożądliwość, słowa nieczyste
2. Zabójstwo
3. Bałwochwalstwo
4. Magia
5. Chciwość
6. Kradzież
7. Zawiść: zazdrość, zła żądza, miłość próżnej chwały, nienawiść
8. Kłamstwo: fałszywe świadectwo, krzywoprzysięstwo, hipokryzja, obmowa
9. Złość: gniew, buntowniczość, kłótliwość, perwersyjność, zły charakter, złe plotki, obraźliwe wyzwiska, krzywda, wprowadzanie w błąd.
10. Pycha: zarozumiałość, próżność, arogancja.
11. Niestałość i głupota
12. Pijaństwo i nieumiarkowanie.

Za te grzechy można było otrzymywać przebaczenie przez czynienie pokuty: modlitwa, łzy i prostracje, post i jałmużna. Spowiedzią, wyznaniem grzechów było samo podjęcie widocznej dla wszystkich pokuty, by oddać chwałę Bogu. Wyznanie swej grzeszności czyniono wspólnie zwłaszcza przed rozpoczęciem Eucharystii, dotyczyło to jednak lżejszych grzechów. Niekiedy zdarzały się publiczne wyznania grzechów, ale nie było to regułą. W przypadku cięższych grzechów, dochodziło do odsunięcia danego chrześcijanina od przystępowania do komunii, aż do czasu, gdy odbędzie pokutę proporcjonalną do swych złych czynów. Była ona nadawana przez głowę wspólnoty miejscowego Kościoła, czyli biskupa. Współcześnie nazywa się ją pokutą publiczną, co mylnie rozumiane jest z publicznym wyznaniem grzechów. Świadectwa z pierwszych wieków Kościoła wskazują, że najczęściej grzechy, za które wyznaczano pokutę były znane jedynie samemu biskupowi. Charakter publiczny pokuty starożytnej należy rozumieć jako uczestnictwo modlitewne i wsparcie duchowe wspólnoty chrześcijańskiej udzielane grzesznikowi, nie zaś jako publiczne upokorzenie. Zdarzało się, że penitent czynił publiczną spowiedź. Zawsze jednak była to jego osobista, wolna decyzja, wynikająca z pobudek duchowych.

#### Dyscyplina pokutna w III wieku
W tym okresie nastąpił kryzys montanistyczny, który był reakcją na zbyt łagodne, według niektórych, traktowanie grzeszników. Chodziło o dopuszczanie upadłych po odbyciu pokuty, np. apostatów w wyniku prześladowań, którzy chcieli wrócić do Kościoła, do komunii. Było to niezgodnie, według krytyków, z wcześniejszą praktyką. Główną postacią tego kryzysu był Tertulian. Na ten okres przypada też spór Nowacjana z papieżem Korneliuszem oraz św. Cypriana z papieżem Stefanem. Również Hipolit Rzymski krytykował papieży za rozluźnianie dyscypliny pokutnej.

#### Pokuta kanoniczna od IV do VI w.
Informacje na temat pokuty kanonicznej znajdujemy m.in. w nauczaniu Augustyna z Hippony, np. w jego dziełku Wiara i uczynki  i w licznych homiliach. Augustyn był bardzo powściągliwy w ustalaniu listy grzechów powodujących konieczność podjęcia tzw. wielkiej pokuty.  Wymierzanie tej pokuty miało dla niego znaczenie nie kary, lecz uzdrowienia. Najcięższe dla niego były grzechy złości wobec Boga i Jego dobroci (por. Księga osiemdziesięciu trzech kwestii, Kwestia 26). W księdze Wiara i uczynki 19,34 wymienił trzy grzechy śmiertelne, zasługujące na karę ekskomuniki: bezwstyd, idolatrię i zabójstwo. Najczęstszym powodem pokuty było cudzołóstwo. Augustyn polecał poprawiać prywatnie grzechy popełnione prywatnie, zgodnie z Ewangelią Mateusza 18,15nn, grzechy publiczne zaś za pomocą publicznej pokuty (por. Kazanie 82,7 /10/). Wiele razy Augustyn wyrażał poczucie ogromnej odpowiedzialności i trudności w podjęciu decyzji o odesłaniu wiernego na miejsce pokuty. W liście do Paulina z Noli, pisał na czym polegają te trudności: 

A cóż powiem, gdy chodzi o karanie lub nie karanie? Jedyne co chcemy, to przyczynić się do zbawienia tych, wobec których uznamy, że mają być ukarani lub nie ukarani. Wybranie sposobu ukarania... ponieważ należy wziąć pod uwagę nie tylko rodzaj i liczbę błędów, ale także moc ich dusz – to, co każdy z nich może przecierpieć lub odrzuci. Aby nie doszło do tego, że kara nie tylko nie pomoże poprawie, ale sprawi dalsze pogorszenie. O, jakże to głębokie, pełne ciemnych miejsc zadanie! (...)  Jakie w tym wszystkim drżenie, mój Paulinie, święty mężu Boży! Jakie drżenie, jakie ciemności! (List 95,3) 

Pokuta kanoniczna jest znana także z pism i kazań Cezarego z Arles.
Akta starożytnych synodów ukazują, że w Eucharystii uczestniczyli jedynie ci, którzy nie zgrzeszyli grzechami ciężkimi, zgodnie ze słowami 1 Listu Jana 3,6: Każdy, kto trwa w Nim, nie grzeszy, żaden zaś z tych, którzy grzeszą, nie widział Go ani Go nie poznał.
Do komunii nie był dopuszczony nikt, kto należał do stanu pokutników – aż do dnia, w którym biskup pojednał go ze wspólnotą Kościoła. Kanon 29 synodu w Epaone (517 r.) w Galii mówi o tym, że jedynie apostaci mają opuścić zgromadzenie razem z katechumenami przed rozpoczęciem części eucharystycznej zgromadzenia niedzielnego. Świadczy to prawdopodobnie o tym, że w Kościele starożytnym jedynie ta grupa pokutników nie mogła być obecna podczas sprawowania liturgii Eucharystii. Pozostali pokutnicy uczestniczyli w liturgii, ale nie byli dopuszczeni do Stołu Pańskiego.

### Okres tzw. taryf pokutnych
Rozwój spowiedzi prywatnej jako równoprawnej z wcześniej stosowaną pokutą publiczną przypada na czasy Grzegorza Wielkiego (ok. 540-604). Ten papież był jednym z pierwszych świadków nowego oblicza pokuty po okresie wczesnego Kościoła. Sam papież nie wydał żadnych regulacji w tej sprawie, w swych wypowiedziach pozostaje na prostym opowiedzeniu stosowanej praktyki pokutnej swoich czasów. Jak zauważył Cyrille Vogel, praktyka w Rzymie za czasów Grzegorza nie miała już nic wspólnego z pokutą starożytną, ale nie należy jej również mylić z pokutą taryfową. Ta ostatnia była już wtedy stosowana w krajach na północ od Alp. W homilii 26,6 do Ewangelii (PL 76,1200) papież Grzegorz nauczał, że ksiądz, który ma władzę związywania i rozwiązywania (por. Mt 18,18), ma badać przewinę i pokutę, którą po niej podjął dany wierny. Absolucji może udzielić jedynie, kiedy widzi, że Bóg udzielił tej osobie łaski nawrócenia. Ksiądz jest w tym, jak ci, którzy przy wskrzeszeniu Łazarza uwolnili go z całunu, którym był skrępowany (J 11,44). Podobnie jak zmartwychwstanie, które jest obrazem przebaczenia,  odpuszczenie grzechów przez Boga dokonało się już wcześniej wewnętrznie pod wpływem działania łaski Chrystusa.
Świadectwem nowego podejścia do praktyki pokutnej, był synod w Chalon-sur-Saône (644-655 r.). Biskupi stwierdzili, że jest rzeczą pożyteczną dla wiernych, by na tych, którzy zgrzeszyli biskup nałożył pokutę tyle razy, ile potrzeba (kanon 8).
Ta praktyka pokuty wielokrotnej przeszła na kontynent z Wysp Brytyjskich, z kościołów iroszkockich i anglosaskich, które prawdopodobnie nie znały starożytnej praktyki pokutnej, w VI w. Nowy sposób pokuty polegał na odbywaniu ustalonych czynów pokutnych za konkretne grzechy. Początki takiej pokuty miały miejsce w środowisku monastycznym. Poszczególnym grzechom były przypisane odpowiednie czyny pokutne – stąd nazwa „taryfy pokutne”. 

### Okres od XIII w.
W 1215 Sobór laterański IV wprowadził do dziś obowiązujące przepisy dotyczące pokuty, tj. obowiązek spowiedzi przynajmniej raz w roku oraz tajemnicę spowiedzi. Naukę i praktykę Kościoła co do sakramentu pogłębił w XVI w. Sobór trydencki. Określił on formułę rozgrzeszenia potwierdzając jej formę orzekającą: Ja ciebie rozgrzeszam... (we wcześniejszych okresach miała ona formę wezwania: Niech cię Bóg rozgrzeszy...). Dopiero po Soborze trydenckim wprowadzone zostały powszechne dziś konfesjonały. Dzisiejsze praktyki pokutne reguluje Ordo Poenitentiae (1973).

## Zasadnicze elementy sakramentu pokuty w Kościele katolickim

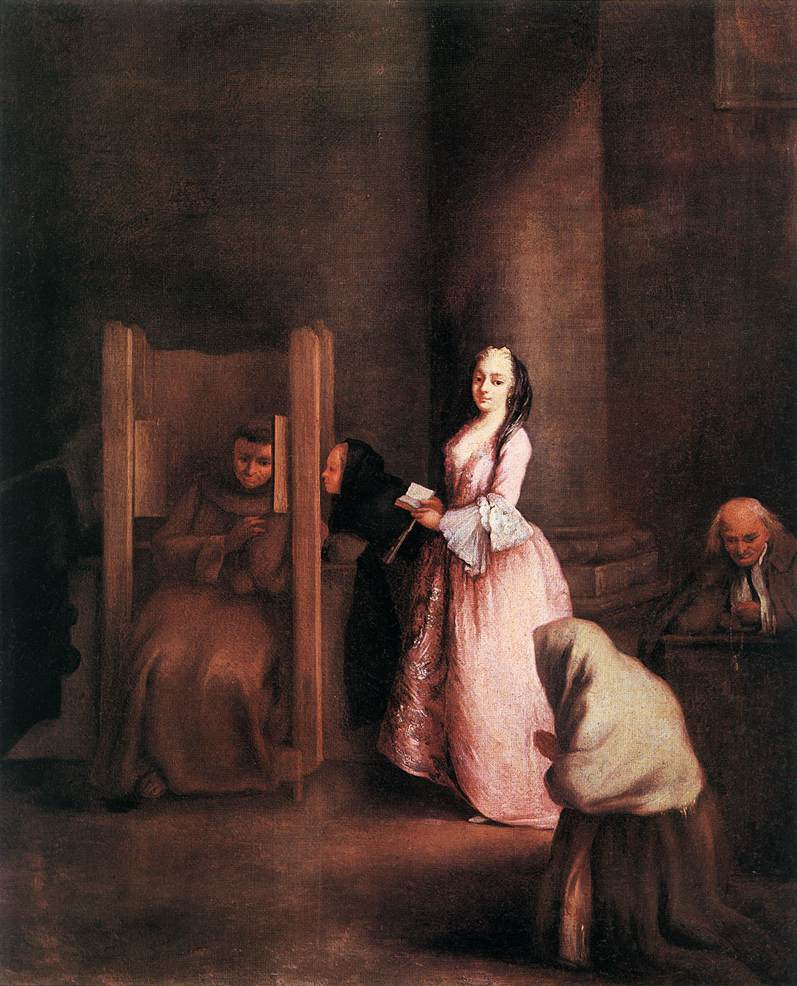
Pietro Longhi Spowiedź, 1750

Sakrament pokuty i pojednania jest aktem liturgicznym, poprzez który chrześcijanin w postawie nawrócenia prosi o przebaczenie Boga i o pojednanie z Kościołem (KKK 1440).
W katolicyzmie i w prawosławiu polega na wyznaniu grzechów przez wiernego, zwanego penitentem, duchownemu, zwanemu spowiednikiem. Według Katechizmu, ponieważ, zgodnie z tradycją judeo-chrześcijańską, odpuszczać grzech może tylko Bóg (por. Mk 2,7), Kościół rozumie swoje zadanie jako udział w misji niesienia przebaczenia, które Chrystus, Syn Boży, Bóg wszechmogący wyjednał ludzkości swoją krwią, przez swą mękę i zmartwychwstanie. Chrystus sam odpuszczał ludziom grzechy (por. Mk 2, 5; Łk 7, 48) i polecił, by Kościół czynił to w Jego imię (por. J 20, 21-23, KKK 1441).
W tradycyjnym rozumieniu katechizmowym sakrament pokuty:

...to sakrament w którym Pan Jezus przez usta kapłana odpuszcza nam grzechy po Chrzcie popełnione.

Wyróżnia się tzw. pięć warunków dobrej spowiedzi:
1. Rachunek sumienia.
2. Żal za grzechy.
3. Mocne postanowienie poprawy.
4. Szczera spowiedź.
5. Zadośćuczynienie Panu Bogu i bliźniemu[27].

Zgodnie z Katechizmem Kościoła Katolickiego (KKK 1491), sakrament pokuty składa się z trzech aktów penitenta oraz z rozgrzeszenia kapłana. Aktami penitenta są:
1. Żal za grzechy.
2. Spowiedź lub ujawnienie grzechów przed kapłanem.
3. Postanowienie wypełnienia zadośćuczynienia i czynów pokutnych.

Choć do istoty sakramentu spowiedzi należy nawrócenie i odpuszczenie wyznanych grzechów, to często służy on także przewodnictwu w sprawach sumienia, tzw. kierownictwu duchowemu. W parafiach sakrament celebrowany jest najczęściej w konfesjonale, który ma za zadanie oddzielenie się penitenta i udzielającego sakramentu od reszty wiernych i tym samym zapewnić tajemnicę spowiedzi.
W sytuacjach niezbędnych (np. zbiorowego zagrożenia życia) kapłan może udzielić rozgrzeszenia zbiorowego (absolucja zbiorowa), możliwy jest też udział pośrednika między wierzącym a kapłanem (np. tłumacza). Pośrednika również obowiązuje tajemnica spowiedzi.

## Tajemnica spowiedzi

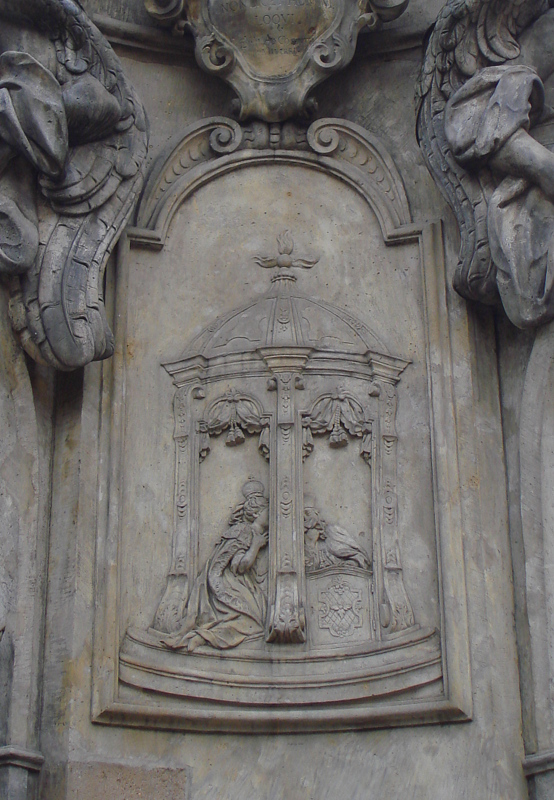
Św. Jan Nepomucen spowiada królową Zofię, relief na cokole pomnika św. Jana Nepomucena na Ostrowie Tumskim we Wrocławiu

Tajemnica spowiedzi jest podstawowym obowiązkiem księdza, obwarowana wieloma karami prawa kanonicznego, tak więc nie jest szerzej znany żaden przypadek złamania tej tajemnicy. Dodatkowo kapłan ma obowiązek zachowywać się tak, jakby w ogóle spowiedź nie miała miejsca. Tajemnica spowiedzi jest szanowana przez prawo większości krajów (bardziej niż tajemnica lekarska, z której może zwolnić sąd, ponadto lekarze nie są zobowiązani do zachowania tajemnicy lekarskiej przy konsultacjach z innymi lekarzami), dlatego też ksiądz jest m.in. zwolniony z obowiązku zeznawania z faktów, o których dowiedział się podczas spowiedzi. Tajemnica spowiedzi wiąże także osoby trzecie, które poznały treść spowiedzi zarówno przypadkowo, jak i nieprzypadkowo (np. tłumacze).

## Częstotliwość spowiedzi

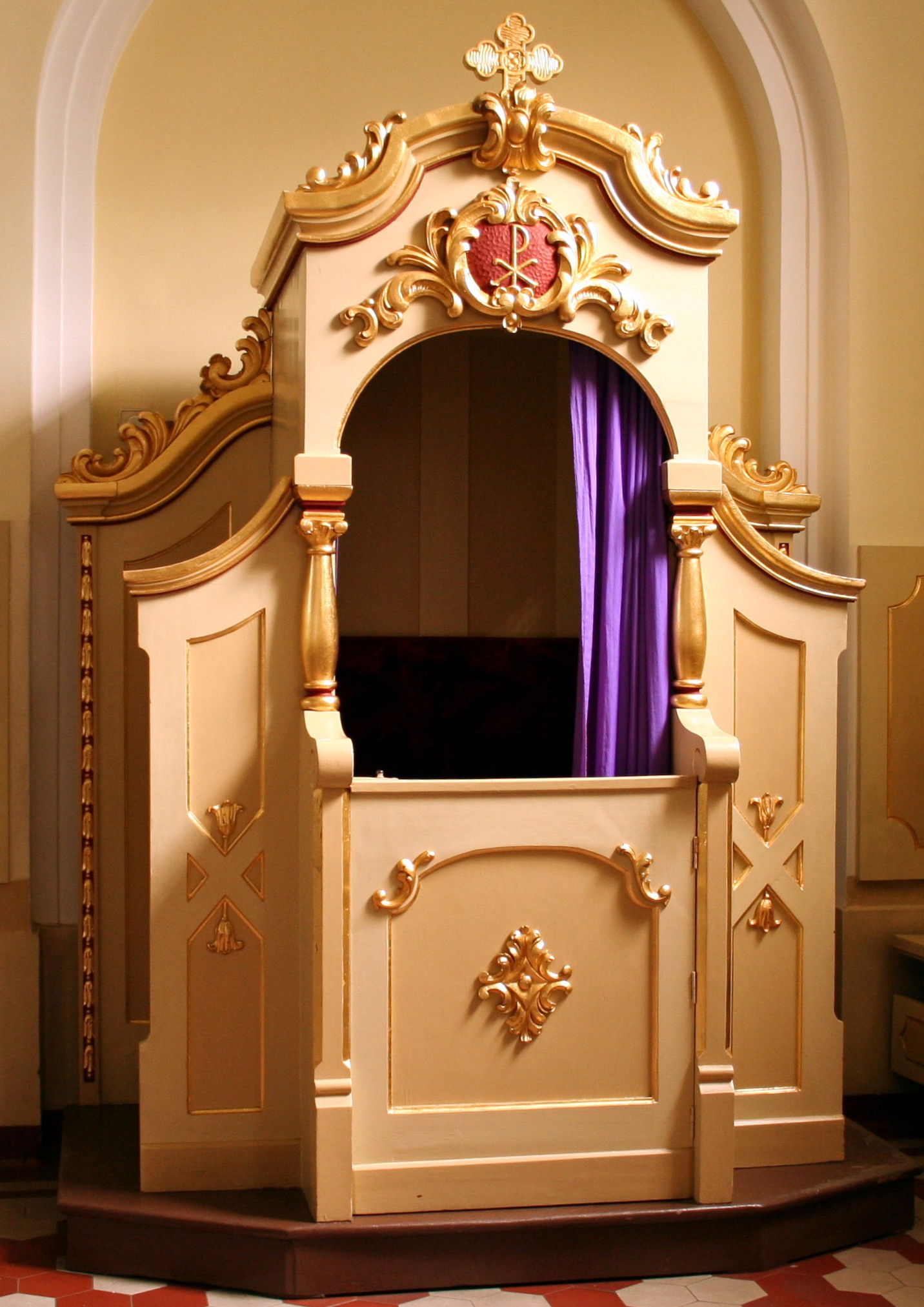
Konfesjonał w kościele Najświętszego Serca Pana Jezusa w Niedobczycach w Rybniku

Katolicy mają obowiązek przystąpienia do spowiedzi przynajmniej raz do roku oraz jeżeli popełnili grzech śmiertelny (przystąpienie do Komunii w stanie grzechu śmiertelnego jest świętokradztwem, a więc grzechem szczególnie ciężkim), ale kan. 916 KPK przewiduje jednak wyjątek. Spowiedź zwykle nie zabiera dużo czasu: dobrze przygotowana powinna być krótka i zawierać żal za grzechy. Spowiedź ma być krótka, klarowna, konkretna i kompletna.

### W pierwsze piątki
W obecnej praktyce duszpasterskiej przyjęła się spowiedź co miesiąc. W Polsce wiele osób spowiada się w pierwsze piątki każdego miesiąca. Zwyczaj ten pochodzi z tradycji przyjmowania wynagradzającej Komunii Świętej w pierwszy piątek miesiąca, która wynika z objawień Św. Małgorzaty Marii Alacoque. Usłyszała ona m.in. od Jezusa:
Przystępującym przez 9 z rzędu pierwszych piątków miesiąca do Komunii Świętej dam łaskę pokuty ostatecznej, że nie umrą w stanie niełaski ani bez sakramentów świętych, a to Serce Moje stanie się dla nich ucieczką w godzinę śmierci.
A ponieważ kiedyś uważano, że każda Komunia Święta musi być poprzedzona spowiedzią, ludzie zaczęli spowiadać się w pierwsze piątki miesiąca.

### Częsta spowiedź
Częsta spowiedź z grzechów lekkich jest zalecana przez Kościół dla wszystkich wierzących. Przypomniał o niej np. Pius XII w encyklice Mystici Corporis Christi. „Przez [częstą spowiedź] bowiem wzmaga się poznanie siebie, rośnie pokora chrześcijańska, tępi się złe obyczaje, zapobiega się lenistwu duchowemu i oziębłości, oczyszcza się sumienie, a wzmacnia wola, zapewnia się zbawienne kierownictwo duszy, a wreszcie mocą tego sakramentu pomnaża się łaska.”.
Wielu świętych spowiadało się co tydzień, m.in. Franciszek Salezy czy Josemaria Escriva. Cotygodniową spowiedź praktykował m.in. Jan Paweł II.

## Spowiedź w prawosławiu

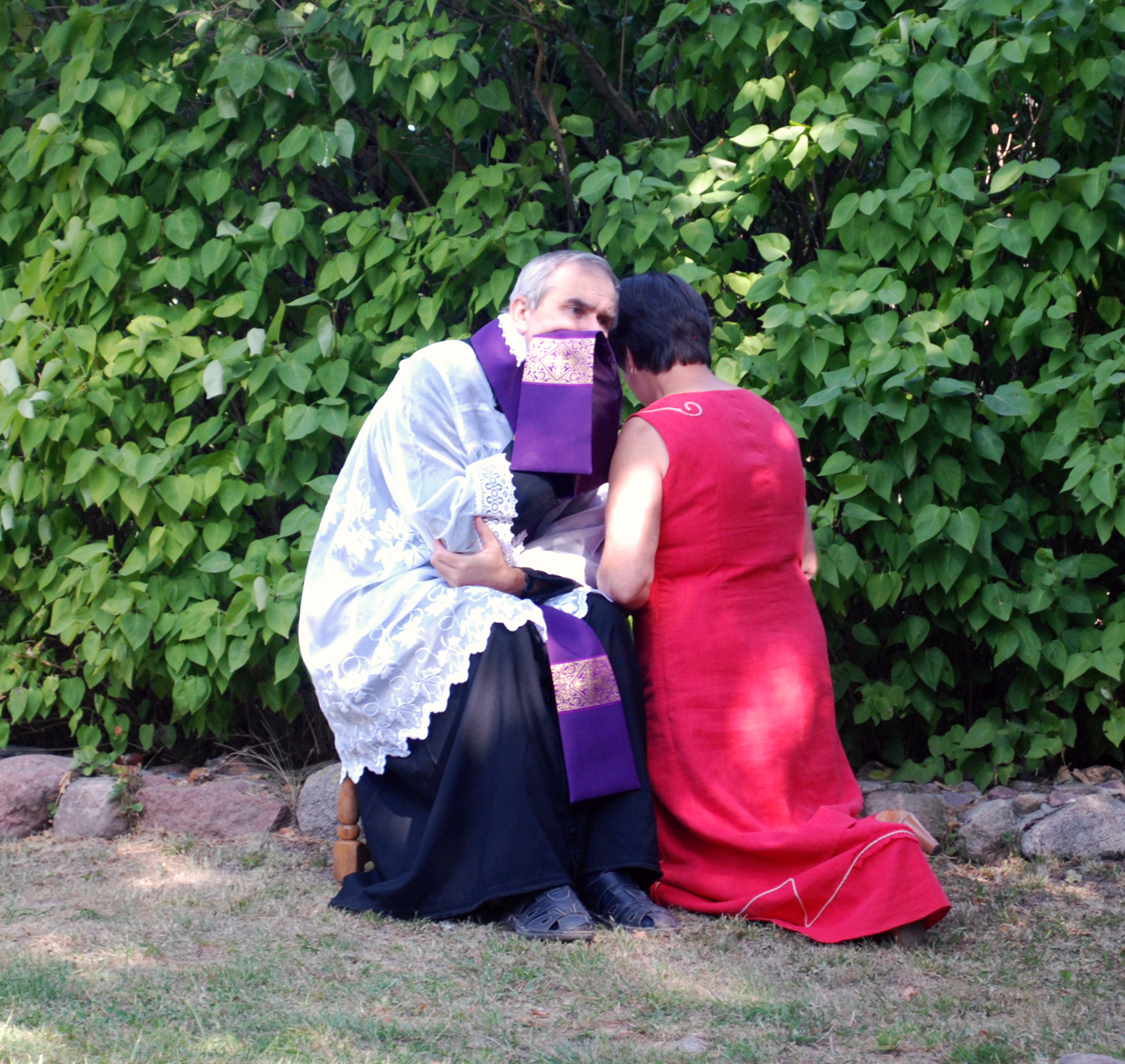
Współczesna spowiedź w warunkach polowych

Do spowiedzi przystępują wszyscy ukończywszy 7. rok życia. Człowiek ponosi odpowiedzialność tylko za swoje osobiste grzechy.
Spowiadać można się w dowolnych warunkach, ale powszechnie przyjęta jest spowiedź w kościele – w czasie nabożeństwa lub w specjalnie wyznaczonych przez kapłana porach (w szczególnych przypadkach, na przykład aby wyspowiadać chorego w domu, należy uprzednio uzgodnić z księdzem). Kapłan zobowiązany jest, podobnie jak w Kościele katolickim, dotrzymać tajemnicy spowiedzi.
Kapłan z reguły spowiada przed analogionem, na którym znajdują się krzyż i ewangeliarz. Penitenci stają w pewnej odległości od analogionu (aby nie przeszkadzać i nie słyszeć cudzej spowiedzi). Kiedy przychodzi ich kolej – podchodzą do analogionu, skłaniają głowę lub klękają. Zwykle kapłan pokrywa głowę penitenta epitrachelionem, modli się, pyta o imię i grzechy. Czasami epitrachelion nakładany jest tylko podczas czytania modlitwy związanej z odpuszczeniem grzechów.
Spowiadający się wymienia swoje ogólne przywary (np. niedowiarstwo, chciwość, gniew itp.) oraz konkretne grzechy, szczególnie te, które najbardziej dręczą jego sumienie. Zwykle na początku wymienia się grzechy przeciw Dziesięciu Przykazaniom, następnie przeciw Dziewięciu błogosławieństwom oraz dziewięciu przykazaniom kościelnym, ale nie jest to kolejność obowiązkowa. Najważniejsze jest to, żeby penitent jako pierwsze wymienił te grzechy, które najbardziej wypomina mu sumienie. Jeśli spowiadający się zwleka lub zapomniał grzechów, to kapłan może zadawać naprowadzające pytania. Penitent powinien przejawić wysiłek w celu uniknięcia w dalszym życiu grzechów, z których się wyspowiadał.
Wysłuchawszy spowiedzi, kapłan, jako świadek i wstawiennik przed Bogiem, zadaje (jeśli uważa za konieczne) pytania i wygłasza napomnienia (może wyznaczyć również epitimię, czyli pokutę), po czym modli się o odpuszczenie grzechów penitenta i czyta odpuszczającą modlitwę, przy czym odpuszczenie nie następuje w chwili przeczytania modlitwy, a po spowiedzi jako całości. Przy świadomym zatajeniu grzechów lub braku wewnętrznego żalu za grzechy, nie następuje odpuszczenie, pomimo przeczytania modlitwy.
Za przeprowadzenie spowiedzi zabronione jest pobierać opłatę.
W tradycji rosyjskiej, greckiej, polskiej i niektórych innych cerkwi spowiedź jest obowiązkowa przed Eucharystią, ale np. w cerkwi serbskiej wierni przystępują do Eucharystii co tydzień, a spowiadają się według uznania. Zachęca się także do spowiedzi przed przyjęciem sakramentu małżeństwa lub kapłaństwa, mniszymi postrzyżynami, przed trudną operacją i każdym istotnym wydarzeniem. Wyspowiadać się należy przed chrztem – w tym wypadku nie jest kładziony na głowę epitrachelion i nie jest czytana modlitwa odpuszczenia grzechów.

## Protestanci
Większość wyznań protestanckich odrzuciło sakrament pokuty, z wyjątkiem luteran, którzy też nie traktują go jako głównego sposobu pokuty. Odejście od praktyki sakramentu pojednania było konsekwencją nowego rozumienia Kościoła. Reformatorzy Marcin Luter i Jan Kalwin, odchodząc od koncepcji Kościoła hierarchicznego, w rozumieniu władzy widzialnej, odwołali się do pojęcia Kościoła niewidzialnego, który rozumieli jako Communio sanctorum (Społeczność świętych). Kalwin pisał o tym w swym dziele Institutio religionis christianae (Strasburg, 1536 r.). Ale za Lutrem i Melanchtonem uznawał on ziemską obecność tego Kościoła, którą zaświadcza słowo Boże
W przejściu do nowej koncepcji Kościoła, według L. Bouyera, dużą rolę odegrała podejrzliwa postawa wobec stanu duchownego. Ma to uzasadnienie historyczne. Marcin Luter w traktacie De captivitate babylonica (O niewoli babilońskiej), opublikowanym w 1520 r. opisał obrzędową i sakramentalną stronę liturgii swoich czasów, przedstawiając ją jako monstrualną maszynerię wprawioną w ruch na potrzeby nieuświadomionych prostych ludzi przez chciwych na grosz księży, którzy rościli sobie prawo do szafowania łaską Bożą według własnego upodobania. Język teologiczny, którego używano w Kościele owych czasów przypominał Lutrowi formuły magiczne i zaklęcia wróżbitów. Katolicka doktryna o sakramentach jako mających moc ex opere operato – na mocy samego ich sprawowania, została zinterpretowana przez protestantów jako uznanie, że łaska jest całkowicie niezależna nie tylko od osobistych uczuć sprawującego sakrament, lecz także od samej wolnej i darmowej inicjatywy Boga. Taka interpretacja czyniła z sakramentu sposób na przymuszanie Boga, by działał według naszej woli.
Ponadto, typowa postawa protestancka wobec sakramentu pokuty polega na przekonaniu, że pokuta za grzechy jest czymś co dokonuje się między daną osobą a Bogiem w wierze. Zgodnie ze stwierdzeniem, że darować grzechy może tylko Bóg (por. Mk 2,7). Postawa ta jest postrzegana przez katolików jako odrzucenie, w eufemistycznej formie, spowiedzi w ogóle. Z kolei, w oczach poważnie traktujących swe chrześcijaństwo protestantów takie postawienie sprawy przez katolików jest osądem, poprzez który przyznają się do uderzającego braku wiary. Według protestantów, stała świadomość, że Bóg widzi człowieka i bada go jest koniecznym obowiązkiem, mającym być wypełnianym najbardziej rygorystycznie ze wszystkich wymagań jakie stawia religia czy etyka. Konsekwencją jednak takiej postawy wobec grzechu i nawrócenia jest indywidualistyczna prywatna pobożność.

## Inne wyznania
Starokatolicy uznają spowiedź uszną (obowiązującą do 18. roku życia, potem dobrowolną) i ogólną. Kościół Katolicki Mariawitów (w Polsce) nie uznaje spowiedzi usznej.
W kościołach orientalnych: koptowie, np.: kładą nacisk na oczyszczającą moc kadzidła. Na początku liturgii, gdy odbywa się okadzenie, wierni szeptem wypowiadają swoje grzechy. Następnie kapłan udziela rozgrzeszenia ogólnego, tzw. absolucji Syna, która różni się od tzw. epitimie, czyli ostatecznego rozgrzeszenia. Natomiast w katolickim Kościele armeńskim penitent klęka przy boku spowiednika, wysłuchuje ogólnego pouczenia, wyznaje grzechy i otrzymuje rozgrzeszenie. Zaś w Ormiańskim Kościele Apostolskim (niekatolickim) stosuje się spowiedź wspólną: kapłan odczytuje grzechy, a wierni uderzają się w pierś wtedy, gdy takowy grzech popełnili. Na koniec kapłan udziela rozgrzeszenia.
Świadkowie Jehowy nie uznają spowiedzi. Uważają, że tylko Jehowa Bóg może darować grzechy – nie upoważnił żadnego człowieka do rozgrzeszania grzechu (1 Jana 1:9). Dlatego wyznają je właśnie Bogu (Dzieje 3:19). Starsi zboru, są zobowiązani pomagać wszystkim zabiegającym o Boże przebaczenie, upominają osobę winną ciężkiego grzechu, i udzielają jej stosownych rad, tak aby zrozumiała powagę swego czynu i okazała skruchę (Galatów 6:1).